# N'Gassola
N’Gassola est une localité et une commune rurale du Mali de l'arrondissement de Sanando, dans le cercle de Barouéli et la région de Ségou.

## Villages
La commune s'étend sur 8 localités relevées lors du recensement général de 2009. 
Les villages les plus peuplés sont :
- N'Gassola (1 896 habitants) ;
- Moribougou 2 (1 067 habitants) ;
- Nasséguéla (759 habitants).